# بی‌بی‌سی فیلمز
بی‌بی‌سی فیلمز (انگلیسی: BBC Films) یک شرکت فیلم‌سازی در لندن، بریتانیا است.
این شرکت که متعلق به گروه بی‌بی‌سی است در سال ۱۹۹۰ میلادی تأسیس شده و در زمینه ساخت فیلم سینمایی فعالیت می‌کند.

## فیلم‌های ساخته شده

### ۲۰۱۵
- دور از اجتماع خشمگین
- The Falling
- زنی با لباس طلایی رنگ
- سوئیت فرانسوی
- عهد جوانی
- آقای هولمز
- X+Y
- Bill

### ۲۰۱۴
- Mrs. Brown's Boys D'Movie
- هرج و مرج کوچک
- A Long Way Down
- زن نامرئی
- What We Did on Our Holiday

### ۲۰۱۳
- فیلومنا
- نجات آقای بنکس[۱] (co-production with والت دیزنی پیکچرز)
- Dom Hemingway
- Alan Partridge: Alpha Papa
- Walking with Dinosaurs

### ۲۰۱۲
- کوارتت
- Shadow Dancer
- Spike Island
- خون
- Good Vibrations
- آرزوهای بزرگ
- In the Dark Half

### ۲۰۱۱
- The Awakening
- Brighton Rock
- West Is West
- جین ایر
- کوریولانوس
- هفته‌ای که با مریلین گذراندم
- Project Nim
- Perfect Sense
- صید ماهی آزاد در یمن
- باید درباره کوین صحبت کنیم

### ۲۰۱۰
- Made in Dagenham
- Tamara Drewe
- لبه تاریکی (co-production به وارنر برادرز و Icon Productions)
- رقص خیابانی (co-production with Vertigo Films)
- Freestyle

### ۲۰۰۹
- Nativity!
- مردانی که به بزها خیره می‌شوند
- Tormented
- Frequently Asked Questions About Time Travel
- The Damned United (co-production with کلمبیا پیکچرز)
- In the Loop
- Bright Star (co-production with Film Finance Corporation Australia, پتی, وارنر برادرز، UK Film Council, and Screen Australia)
- The Boys Are Back (co-production with Film Finance Corporation Australia, Tiger Aspect Pictures, میرامکس، and Screen Australia)
- درس‌آموزی

### ۲۰۰۸
- Churchill at War
- جاده انقلابی (co-production with دریم‌ورکس)
- Death Defying Acts
- دوشس
- Brideshead Revisited
- پسری در پیژامه راه راه
- دختر دیگر بولین[۲]
- The Edge of Love
- The Meerkats

### ۲۰۰۷
- Joe's Palace
- Four Last Songs
- The First Grader
- Capturing Mary
- قول‌های شرقی (distributed and co-presented by فوکوس فیچرز)
- جین شدن

### ۲۰۰۶
- یادداشت‌هایی بر یک رسوایی
- Starter for Ten
- اسکوپ
- ملت غذای آماده (آمریکا ۲۰۰۶/بریتانیا ۲۰۰۷)
- Confetti
- Shoot the Messenger
- خانم پاتر
- هر طور شما دوست دارید (in association with اچ‌بی‌او فیلمز)

### ۲۰۰۵
- The Undertaker (short)
- Opal Dream
- Imagine Me & You
- خانم هندرسون تقدیم می‌کند
- A Cock and Bull Story
- امتیاز نهایی
- Shooting Dogs
- Love + Hate

### ۲۰۰۴
- Bullet Boy
- Millions
- Red Dust
- تابستان عشقی من
- زندگی و مرگ پیتر سلرز (به‌همراه Company Pictures)
- Stage Beauty (به‌همراه Qwerty Films and Tribeca)
- تروما

### ۲۰۰۳
- The Statement
- مادر
- Masked and Anonymous
- کد ۴۶
- I Capture the Castle

### ۲۰۰۱
- آیریس (به‌همراه میرامکس و Intermedia Films)

### ۲۰۰۰
- Wonder Boys
- Wild About Harry
- Maybe Baby
- بیلی الیوت (with Working Title Films)
- سایه خون‌آشام (with Saturn Films)

### قبل از ۱۹۹۹
- ۱۹۹۷ - Twenty Four Seven
- ۱۹۹۷ – I Went Down
- ۱۹۹۶ – جود
- ۱۹۹۶ – شب دوازدهم
- ۱۹۹۴ – Captives (co-production with Distant Horizon & Miramax Films)
- ۱۹۹۴ – ID
- ۱۹۹۰ – حقیقتاً، دیوانه‌وار، عمیقاً